# Kunstjahr 1851
Liste der Kunstjahre

1850 | Kunstjahr 1851 | ► | ►►

Weitere Ereignisse

## Ereignisse

### The Great Exhibitionin London

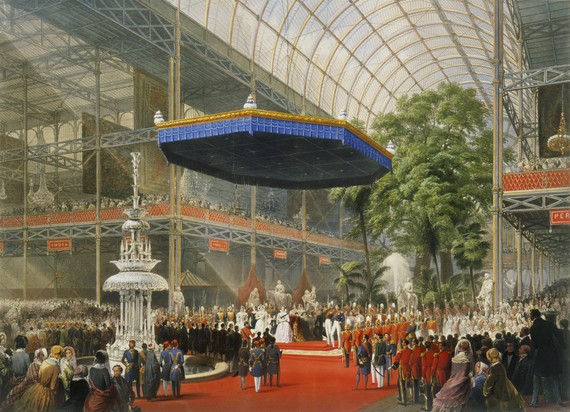
Königin Victoria eröffnet die Great Exhibition

- 1. Mai bis 11. Oktober: Im Londoner Hyde Park wird auf Initiative der britischen Royal Society of Arts die sogenannte Great Exhibition durchgeführt. Für diese erste Weltausstellung errichtet Charles Fox innerhalb von 17 Wochen nach Plänen des Architekten Joseph Paxton den Crystal Palace als Ausstellungsgebäude. An der Ausstellung beteiligen sich 94 souveräne Staaten und abhängige Gebiete. Die offizielle Schlussfeier findet am 15. Oktober statt.

### Archäologie
- 16. Januar: Ein Gärtner findet den zweiten Schatz von Velp, einen bedeutenden spätantiken Depotfund mit goldenen Objekten aus dem frühen 5. Jahrhundert n. Chr.

### Architektur
- 15. Juli: Im Vogtland wird nach fünfjähriger Bauzeit die von Johann Andreas Schubert entworfene Göltzschtalbrücke, die weltweit größte Ziegelsteinbrücke, eröffnet.
- 25. September: Der Andreasbrunnen in Deidesheim wird feierlich eingeweiht.
- Die Stände der Provinz Preußen lassen in Königsberg das Reiterstandbild König Friedrich Wilhelms III. errichten.

### Fotografie
Die fotografische Expedition Mission heliographique wird von der Commission des monuments historiques, geleitet von Prosper Mérimée, in Auftrag gegeben. Bis zum Winter entstehen über 300 Fotografien. 

### Museen und Ausstellungen
Die Pinacoteca Tosio Martinengo in Brescia wird eröffnet. 

### Sonstiges
- 24. Dezember: Ein Feuer wütet in der Library of Congress. 35.000 Bücher und andere Einrichtungsgegenstände, darunter ein Originalporträt von Christoph Kolumbus werden ein Raub der Flammen.

## Geboren

### Geburtsdatum gesichert

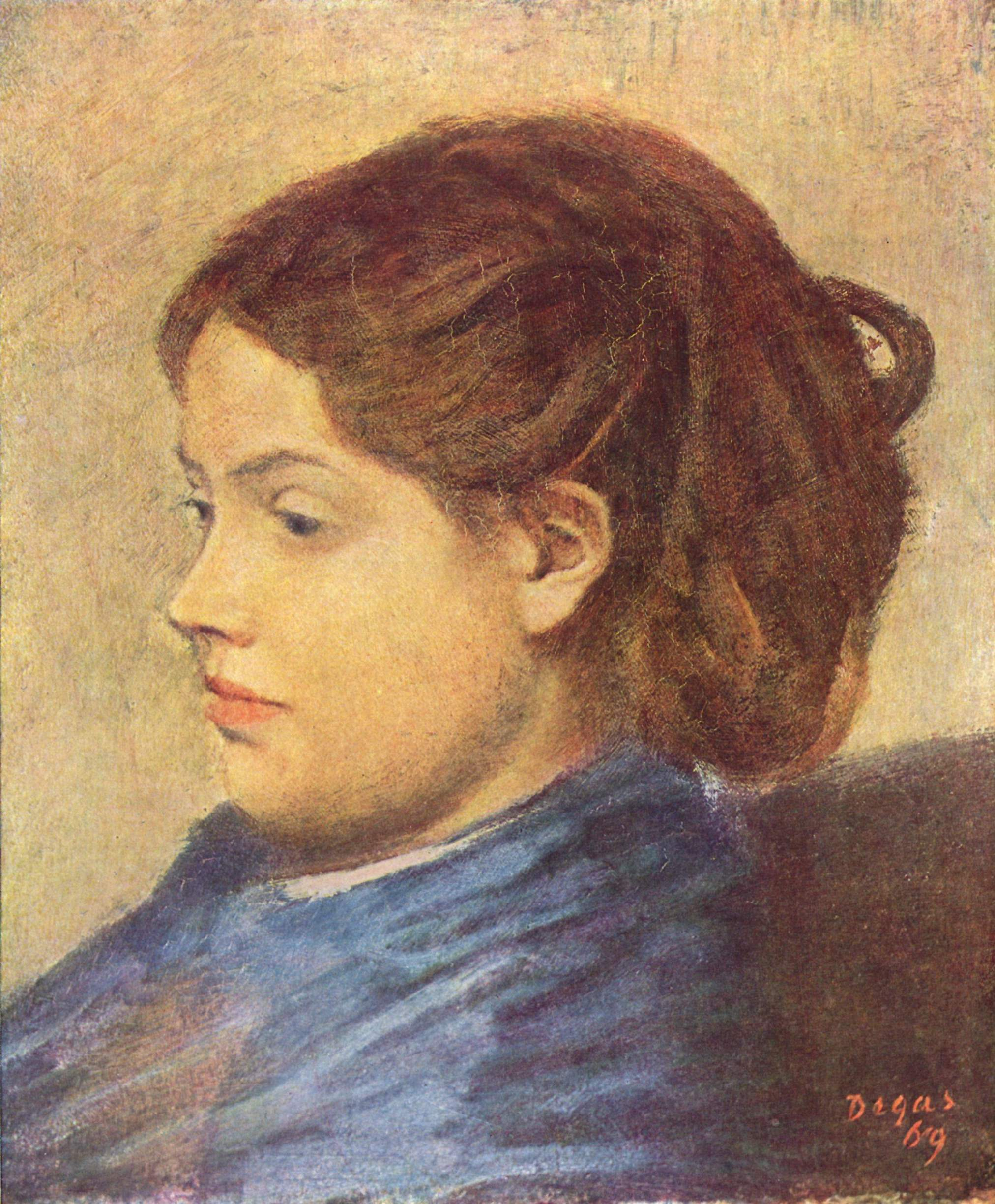
Porträt Mademoiselle Dobigny von Edgar Degas (1869)

- 21. Januar: Emma Dobigny, französisches Modell berühmter Maler († 1925)
- 23. Januar: Ludwig Schupmann, deutscher Architekt und Konstrukteur von Teleskopen († 1920)
- 28. Januar: Fredrik Ludvig Andreas Vibe Aubert, norwegischer Kunsthistoriker und Kunstkritiker († 1913)

- 03. Februar: Wilhelm Trübner, deutscher Maler der Romantik († 1917)
- 21. Februar: Karl Wilhelm Diefenbach, deutscher Maler und Sozialreformer († 1913)

- 02. März: Adolf Quensen, Braunschweiger Hofdekorations- und Kirchenmaler des Historismus († 1911)
- 05. März: Václav Brožík, tschechischer Maler († 1901)
- 26. März: Julius Langbehn, deutscher Schriftsteller und Kulturkritiker († 1907)

- 22. April: Karl Börgemann, deutscher Architekt († 1938)
- 25. April: Frédéric Raisin, Schweizer Jurist, Politiker und Kunstsammler († 1923)

- 18. Mai: August Karl Freiherr von der Heydt, deutscher Bankier und Kunstmäzen († 1929)
- 29. Mai: Otto Wilhelm Scharenberg, deutscher Architekt und Stadtbaurat († 1920)

- 23. Juli: Peder Severin Krøyer, norwegisch-dänischer Maler der Künstlerkolonie Skagen († 1909)
- 17. September: James Simon, deutscher Unternehmer und Mäzen († 1932)
- 21. September: Susan Hannah Macdowell, US-amerikanische Malerin, Fotografin und New Woman († 1938)

- 12. Oktober: Conrad Wahn, deutscher Architekt und kommunaler Baubeamter († 1927)
- 30. Oktober: Carl Josef Alois Bourdet, deutscher Kunstmaler und Aquarellist († 1928)

- 11. November: Rudolf Bendemann, deutscher Historienmaler († 1884)
- 13. November: Fedor Encke, deutscher Porträt- und Genremaler († 1926)
- 15. November: Henny Jebsen, deutsche Blumen- und Landschaftsmalerin († 1905)

- 03. Dezember: Gustav Schönleber, deutscher Maler († 1917)
- 17. Dezember: Otto Schott, deutscher Chemiker und Glastechniker († 1935)

### Genaues Geburtsdatum unbekannt
- Agustina Gutiérrez Salazar, chilenische Malerin und Zeichnerin († 1886)

## Gestorben

### Todesdatum gesichert
- 12. Mai: Christian Friedrich Tieck, deutscher Bildhauer (* 1776)
- 5. Juli: Giovanni Scudieri, italienischer Architekt und Chefarchitekt von Tiflis (* 1817)
- 10. Juli: Louis Daguerre, französischer Maler und Erfinder des ersten kommerziell nutzbaren fotografischen Verfahrens, der Daguerreotypie (* 1787)
- 6. August: Gottfried Raaff, deutscher Landschaftsarchitekt (* 1750)

- 6. Dezember: Anton Arrigoni, österreichischer Maler (* 1788)
- 8. Dezember: André Jolivard, französischer Landschaftsmaler (* 1787)
- 19. Dezember: William Turner, englischer Künstler des Impressionismus (* 1775)

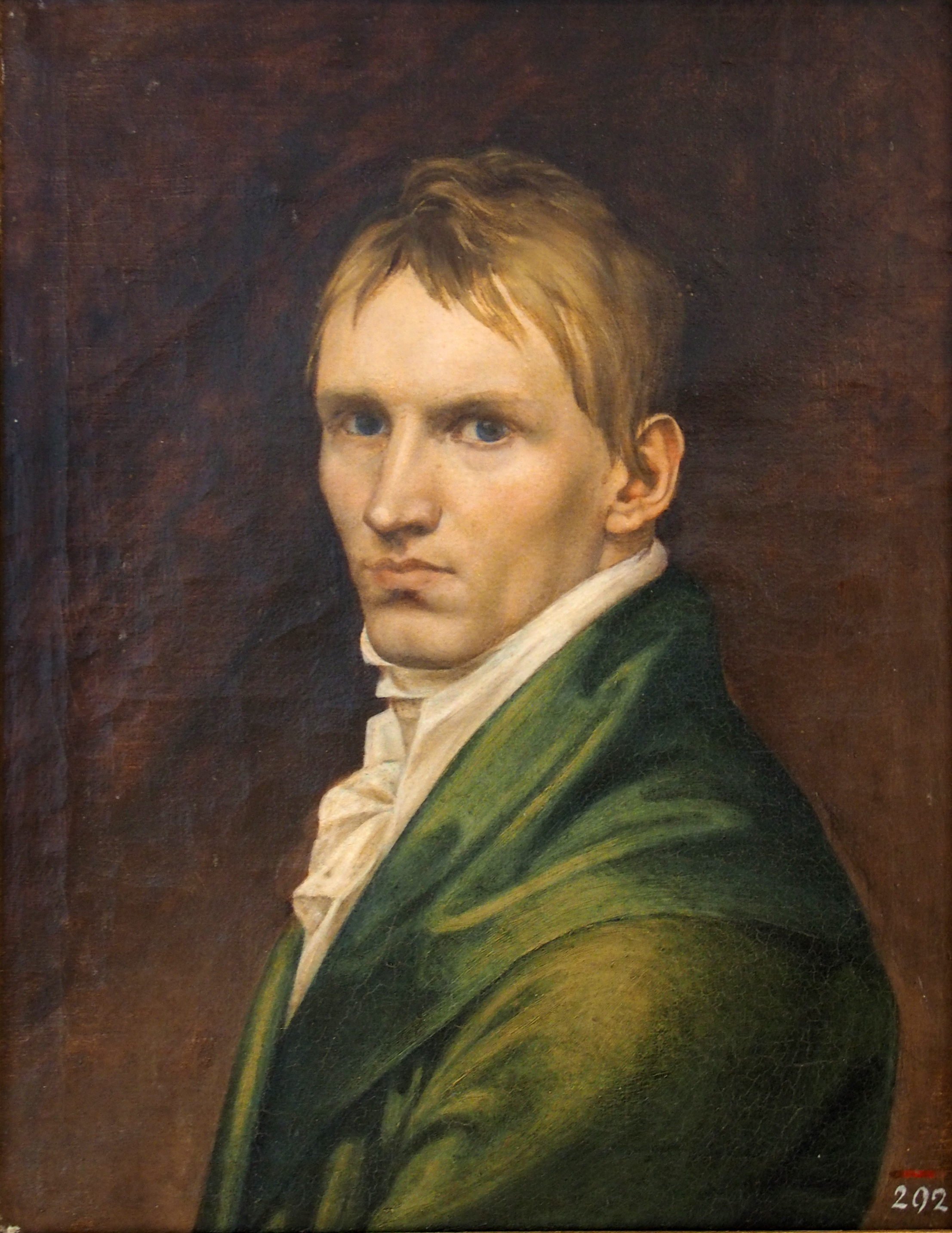
Christian Friedrich Tieck, Selbstbildnis
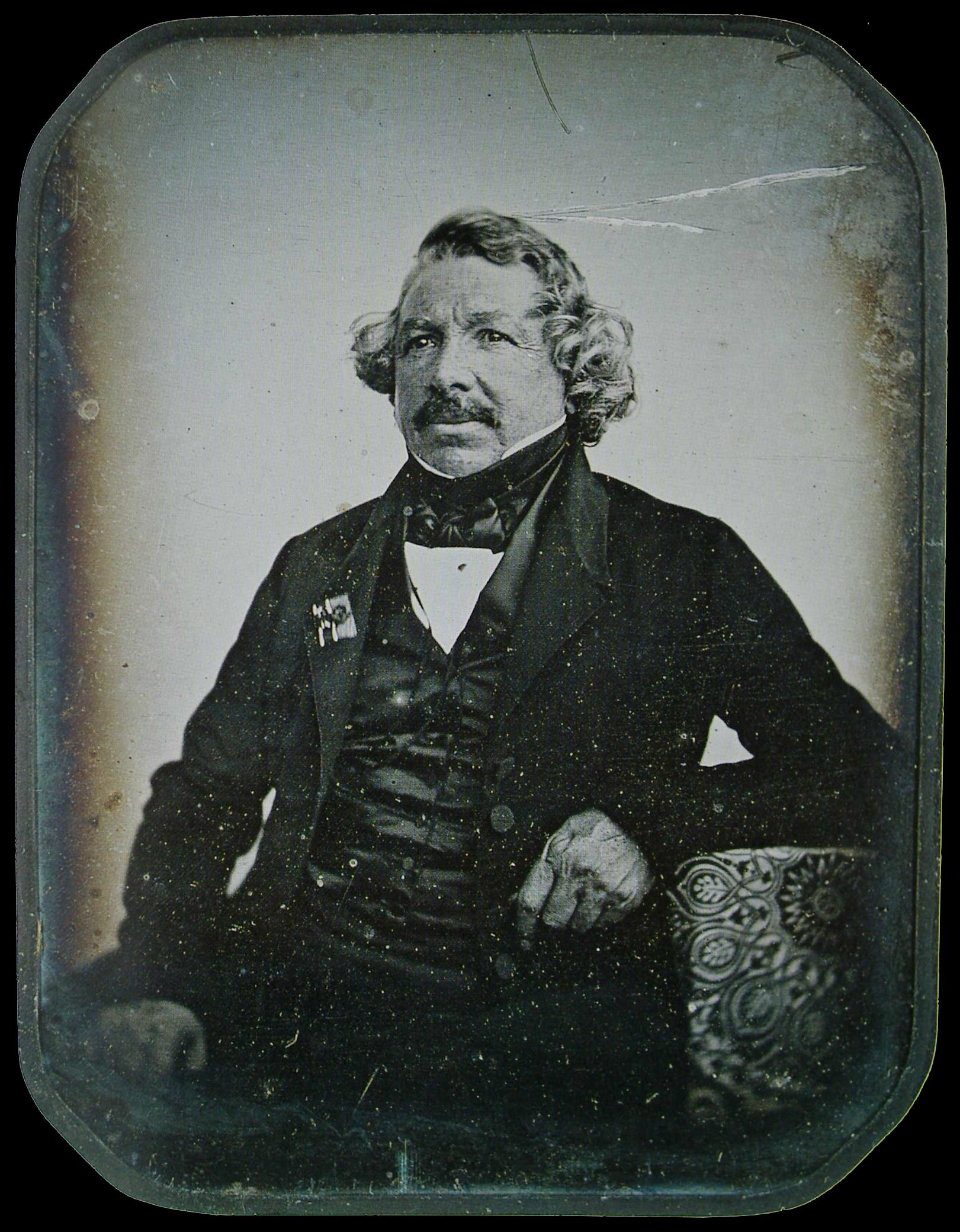
Louis Daguerre, 1844
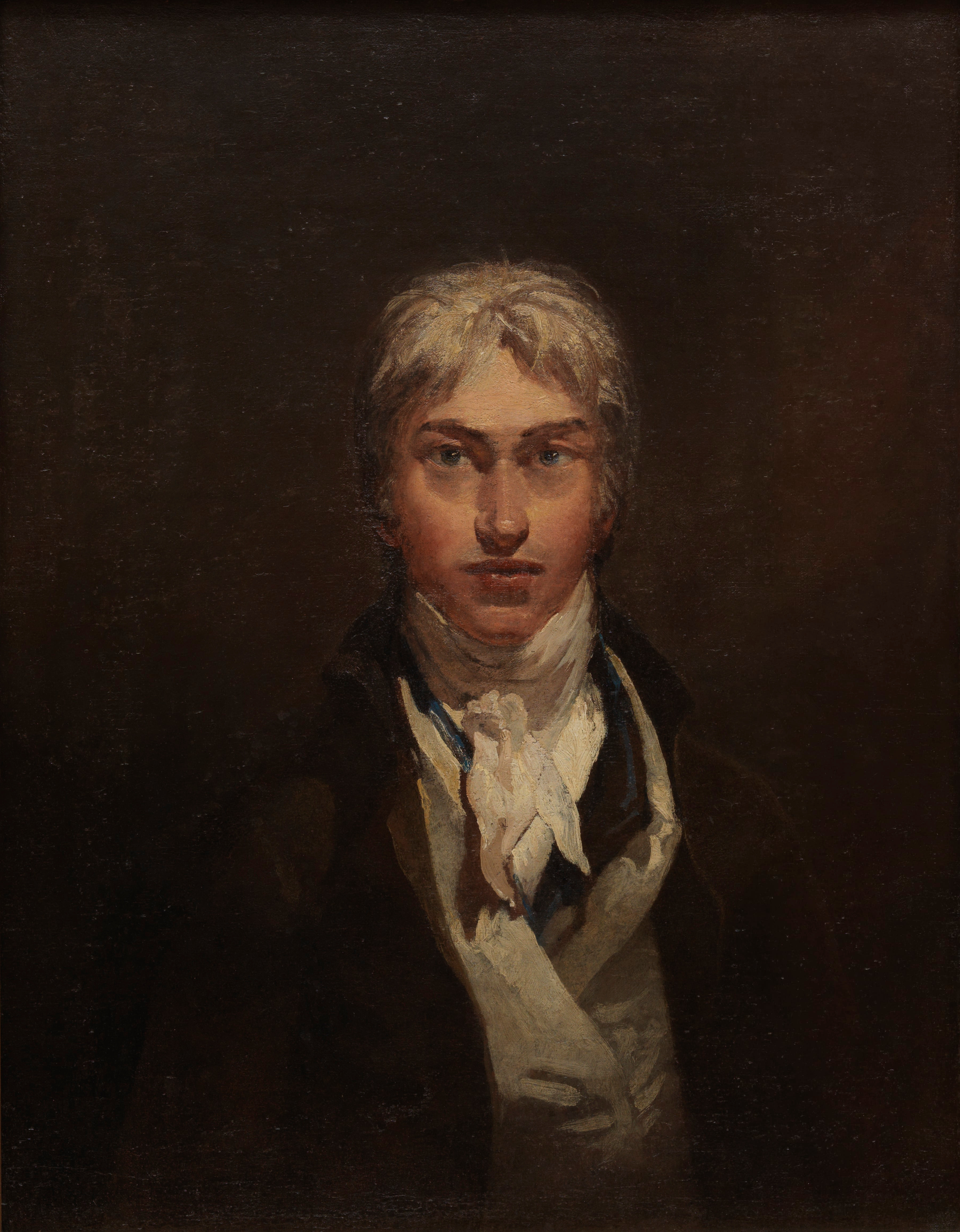
William Turner, 1798

### Genaues Todesdatum unbekannt
- Marko Badovinac, griechisch-katholischer Geistlicher und Bildhauer (* 1771)